# Kötélhúzás az 1920. évi nyári olimpiai játékokon
Az 1920. évi nyári olimpiai játékokon kötélhúzásban a brit csapat nyert, a holland és belga csapat előtt. A versenyszám ezt követően kikerült az olimpiák programjából.

## Éremtáblázat
| Az 1920. évi nyári olimpiai játékok éremtáblázata kötélhúzásban | Az 1920. évi nyári olimpiai játékok éremtáblázata kötélhúzásban | Az 1920. évi nyári olimpiai játékok éremtáblázata kötélhúzásban | Az 1920. évi nyári olimpiai játékok éremtáblázata kötélhúzásban | Az 1920. évi nyári olimpiai játékok éremtáblázata kötélhúzásban | Olimpia  |
| --------------------------------------------------------------- | --------------------------------------------------------------- | --------------------------------------------------------------- | --------------------------------------------------------------- | --------------------------------------------------------------- | -------- |
|                                                                 | Ország                                                          | Arany                                                           | Ezüst                                                           | Bronz                                                           | Összesen |
| 1.                                                              | Nagy-Britannia (GBR)                                            | 1                                                               | 0                                                               | 0                                                               | 1        |
| 2.                                                              | Hollandia (NED)                                                 | 0                                                               | 1                                                               | 0                                                               | 1        |
| 3.                                                              | Belgium (BEL)                                                   | 0                                                               | 0                                                               | 1                                                               | 1        |
|                                                                 |                                                                 |                                                                 |                                                                 |                                                                 |          |
| Összesen                                                        | Összesen                                                        | 1                                                               | 1                                                               | 1                                                               | 3        |

## Érmesek
| Az 1920. évi nyári olimpiai játékok éremtáblázata kötélhúzásban                                                           | Az 1920. évi nyári olimpiai játékok éremtáblázata kötélhúzásban                                                                      | Az 1920. évi nyári olimpiai játékok éremtáblázata kötélhúzásban                                                                                 |
| --- | --- | --- |
| Arany | Ezüst | Bronz |
| Nagy-Britannia (GBR) | Hollandia (NED) | Belgium (BEL) |
| George Canning Frederick Humphreys Frederick Holmes Edwin Mills John Sewell John James Shepherd Harry Stiff Ernest Thorne | Wilhelmus Bekkers Johannes Hengeveld Sijtse Jansma Henk Janssen Antonius van Loon Willem van Loon Marinus van Rekum Willem van Rekum | Édouard Bourguignon Alphonse Ducatillon Rémy Maertens Christian Piek Henri Pintens Charles Van Den Broeck François Van Hoorenbeek Gustave Wuyts |

### A többi csapat tagjai

#### USA
- Charlton Brosius
- Stephen Fields
- Sylvester Granrose
- Lloyd Kelsey
- Joseph Kszyczewski
- William Penn
- Joseph Rond
- Joseph Winston

#### Olaszország
- Adriano Arnoldo
- Silvio Calzolari
- Romolo Carpi
- Giovanni Forni
- Rodolfo Rambozzi
- Carlo Schiappapietra
- Giuseppe Tonani
- Amedeo Zotti

## Résztvevők
- Belgium (BEL) (8)
- Egyesült Államok (USA) (8)
- Hollandia (NED) (8)
- Nagy-Britannia (GBR) (8)
- Olaszország (ITA) (8)